# Laelia furva
Laelia furva är en fjärilsart som beskrevs av Turner 1931. Laelia furva ingår i släktet Laelia och familjen tofsspinnare. Inga underarter finns listade i Catalogue of Life.